# Гудпасчер, Эрнест Уильям
Эрнест Уильям Гудпасчер (англ. Ernest William Goodpasture; 17 октября 1886, Кларксвилл, Теннесси — 20 сентября 1960, Нашвилл) — американский врач и патофизиолог.
Он углубил научное понимание патогенеза инфекционных и паразитарных заболеваний, болезней вирусной, риккетсиозной, грибковой и протозойной этиологии, в частности, исследовав нейротропию вирусов герпеса, идентифицировав вирус эпидемического паротита. Вместе с коллегами из Университета Вандербильта он впервые разработал способы методы выращивания вирусов и риккетсий на куриных эмбрионах и оплодотворенных куриных яйцах, что позволило разрабатывать вакцины от гриппа, ветряной оспы, натуральной оспы, желтой лихорадки, сыпного тифа, пятнистой лихорадки Скалистых гор и прочих заболеваний. Он также впервые описал синдром, получивший его имя — синдром Гудпасчера.
Член Национальной академии наук США (1937).

## Награды
Стипендия Фонда Рокфеллера в области патофизиологии, Коберовская медаль Американской ассоциации врачей (1943), Медаль Джона Скотта (1945), премия Риккетса (H.T. Ricketts Award) (1955), медаль Джесси Стивенсон-Коваленко Национальной академии наук США (1958), Наградная трость с золотым набалдашником от Американской ассоциации патофизиологов.
Звание почётного доктора Йельского университета, Университета Вашингтона в Сент-Луисе, Чикагского университета, Тулейнского университета.